# Audi valvelift system
Audi valvelift system（アウディ バルブリフト システム、以下AVS）は自動車のエンジンにおいて使用される可変バルブ機構のアウディにおける名称である。

## 概要
分類としてはカム切替式の可変バルブ機構となる。AVSはカム切替機構を指すものとされ、単体では連続した位相変化は行わない。ただしこの機構を採用した既存のエンジンにおいては連続位相変化機構を併用しているため現状のAVS採用エンジンはカム切り替え・位相変化型といえる。この機構はシェフラーより供給されておりシェフラーでの名称はINA cam shifting systemである。
2008年に北米市場に投入されたFSI 3.2Lエンジンに最初に採用された。

## 仕組み
本システムの特徴はカム切替の手法である。一般的なカム切替はVTECやMIVECなどに見られるロッカーアームを油圧制御し切り替える手法、やや特殊な例ではバリオカム・プラスやスバルのダイレクト可変バルブリフト機構といったリフターを油圧制御し切り替えるものなどがある。これらは油圧制御でロッカーアーム側が切り替わることでカムの切替を行うものであり、カムシャフト自体は変化しない。
一方、AVSではカムシャフト側を物理的に軸方向に移動させることでカム切替を行い、ロッカーアーム側は一切変化しない。カムシャフトには軸方向に可動する2つのカム山をもつカムピースが気筒ごと取り付けられており、このカムピースが可動することでカム切替を行う。カムピースの端には螺旋状の溝が掘られており、ピンが溝に挿入されることでカムシャフトの回転によりカムピースが移動、切替は1周する間に完了する。カムピースの固定はシャフト内部のボールローラー（スプリング付）がカムピースに設けられた2本の溝のどちらかに嵌ることなされる。移動時は2本の溝の間の山をボールローラーが乗り越え、もう一方の溝に嵌る事で再び固定される。この物理的に固定される点は油圧供給の有無により位置を保持する手法と異なる点であり、油圧式のように油圧の解放により位置を戻すという様なことは出来ない。このためカムピースの反対側には逆方向の螺旋状の溝が掘られており、これを用いる事でカムピースを逆方向に移動させる形となる。溝の終端は傾斜しており、カムピースが移動した後は溝の傾斜にそってピンは自然に押し上げられる。この溝は2つのカムがゼロリフト時、つまり低速カムと高速カムの間に高低差がない状態で切り替わるように掘られているため、切替時に2つのカムが干渉することなくスムーズに行われる。
なお、カムプロフィール自体は低リフトの低速カムと高リフトの高速カムで構成され、低速カムでは2本のバルブのリフト量がそれぞれ異なるなど一般的なカム切替機構のものと同様である。
ピンを押し出すアクチュエーターはシャフトなどの可動部とは切り離された形で外部に配置されており、ローラーロッカーアームは形状を除くと従来のものと変わりない。つまりこの機構における実質的な可動部の質量増はカムピースを含むカムシャフトのみといえる。これは質量増をまねく切替機構をロッカーアーム又はリフターに内蔵する方式と比較すると慣性質量の点で有利であり、従来のロッカーアームやリフターで生じる空打ちも存在しない。ピンは電磁アクチュエータで押し出されるため、この切替機構自体には油圧は介在しない（位相変化機構を除く）。このためオイルラインが不要であり、油圧系トラブルに起因する切替不良は起こらず、油圧式では作動が困難な低油温時でも使用できるといったメリットがある。
AVSでは気筒ごとでカムピースを切り替えているため、現在の構造では各気筒ごとにカムピースと制御用のピンが2本必要となり、後述の類似の機構であるメルセデス・ベンツのCamtronicなどと比べると部品数は多い。しかし気筒ごとの切替であるため気筒数の制限は受けず様々なエンジンで利用でき、4気筒からW型12気筒など幅広いエンジンで利用されている。また、基本形のAVSは1本のピンを1個のアクチュエーターで押し出しているため1気筒に2個のアクチュエーターが必要となっていたが、後述の気筒休止システムの一部ではピンを2本内蔵するアクチュエーターが使用されているため、その場合アクチュエーターの数自体は半分に減る。
現状では2つのカム切替だが、シェフラーの資料では3段階切替というプランも存在する。

## 応用例
一般的に可変リフト機構は吸気バルブのリフトを可変することで出力や燃費向上を測るものが基本的であり、実際にAVSの初採用エンジンにおいても吸気のみの採用であった。ただし以下の様な仕様のものがある。

### 排気のみへの適用
上記の様に吸気バルブへの使用が一般的であるが直噴ターボのTFSI 2.0L（CAEB）エンジンなどでは排気にのみAVSを採用し、吸気にはAVSを採用していない。低回転（3100rpm以下）では排気弁を低リフトカムとする事で排気パルスの干渉を防ぎ、効率よく排気タービンに排気パルスを伝達する。またオーバーラップ時の排ガスの逆流を抑制される事から吸気カムの進角が可能となる。これによりシリンダ内に圧力勾配を生じさせ燃焼室の掃気と燃料の混合を促進、また吸気バルブを進角することにより吸気の吹き返しも抑制される。高回転（3100rpm）ではハイリフトとすることで円滑な排気を行うことが出来る。これらによりターボラグの抑制、低回転でも高いレスポンスとトルクを得られ、高回転までフラットで高い出力特性を実現している。

### 気筒休止システム
他のカム切替機構と同様に2つあるカムローブの片方をゼロリフトのカムプロフィールとすることで気筒休止システムとして利用できる。アウディにおいてはCylinder On Demand（COD）、フォルクスワーゲンにおいてはActive Cylinder Technology（ACT）という名称で、AVSと同様の気筒休止システムが採用されている。V型エンジンではこれにより片バンク休止を行っている。4気筒モデルでは螺旋状の溝とピンでカムピースを移動するのはAVSと同様であるが、2本のピンが一つのアクチュエーターにまとめられており、螺旋状の溝が隣接しており部分的に繋がっているなどの違いがある。1.4 TSIエンジン（4気筒）は2番・3番シリンダのみを休止するシステムとなっている。

## 他メーカーの類似の機構
類似の機構としては4気筒エンジンに用いられているメルセデス・ベンツのCamtronicがあり、こちらも外部からのピンと螺旋状の溝によりカムシャフトのカムピースが移動する方式となる。しかしAVSが気筒ごとの2本のピンとカムピースで構成されるのに対して、Camtronicは中央で2つに分割されたカムピースとなり、それぞれが1・2番と3・4番の気筒のカムを切り替える。2つのカムピースの移動タイミングが若干ズレることによりカムに干渉する事無い。切り替えもカムシャフト中央に設置された2本のピンを押し出す1個のアクチュエーターのみで行われる。これはどちらのカムピースの移動も同一のピンにより行われるためで、結果的に全体的な部品数は少なくなっている。ただし、2気筒ごとにカムを切り替える仕様上、AVSほどの自由度はなく採用できるエンジンが制限される。現在は4気筒1.6Lエンジンに採用されている。
現段階のCamtronicは出力向上よりも低リフトによる乱流形成からの燃焼促進と軽負荷・部分負荷時におけるポンピングロス低減など燃費向上を重視している。

## 搭載車種
- アウディ・A4
- アウディ・A5
- アウディ・A6
- アウディ・S4
- アウディ・RS4